# Olympische Winterspiele 1932/Curling
Bei den III. Olympischen Spielen 1932 in Lake Placid fand ein Wettbewerb im Curling statt. Dieser hatte den Status eines Demonstrationsbewerbs, weshalb zwar Urkunden und Plaketten, jedoch keine olympischen Medaillen vergeben wurden. Austragungsort war die Olympic Arena.
Anders als bei den Olympischen Winterspielen 1924 waren nur Mannschaften aus den USA und Kanada vertreten. Jede Mannschaft hatte vier Spiele zu bestreiten. Die kanadischen Mannschaften spielten nur gegen die amerikanischen und umgekehrt. Ein Aufeinandertreffen zweier Mannschaften aus demselben Land war damit ausgeschlossen.

## Medaillengewinner
| Konkurrenz | Gold                                                   | Silber                                                       | Bronze                                                       |
| ---------- | ------------------------------------------------------ | ------------------------------------------------------------ | ------------------------------------------------------------ |
| Männer     | James Bowman, William Burns, Robert Pow, Errick Willis | Russel Hall, Archibald Lockhart, Frank McDonald, Harvey Sims | William Brown, John Leonard, Albert MacLaren, Howard Steward |

## Teams
| Land   | Provinz/Staat | Spieler                                                      |
| ------ | ------------- | ------------------------------------------------------------ |
| Kanada | Manitoba      | James Bowman, William Burns, Robert Pow, Errick Willis       |
| Kanada | Nord-Ontario  | Russel Hall, Archibald Lockhart, Frank McDonald, Harvey Sims |
| Kanada | Ontario       | E. F. George, Peter Lyall, W. W. Thompson, John Walker       |
| Kanada | Québec        | William Brown, John Leonard, Albert MacLaren, Howard Steward |
| USA    | Connecticut   | H. E. Burt, S. S. Curran, A. R. Hatfield, Robert Pryde       |
| USA    | Massachusetts | Charles Curtis, F. R. Parks, A. S. Porter, George Willet     |
| USA    | Michigan      | Don Fraser, George Lawton, W. H. Mormley, E. R. Palmer       |
| USA    | New York      | J. W. Calder, G. B. Ogden, F. D. Peale, C. B. Williams       |

## Round Robin
| Begegnung                | Ergebnis |
| ------------------------ | -------- |
| New York – Nord-Ontario  | 20 : 8   |
| Québec – Connecticut     | 14 : 12  |
| Ontario – Michigan       | 21 : 7   |
| Manitoba – Massachusetts | 19 : 10  |

| Begegnung                    | Ergebnis |
| ---------------------------- | -------- |
| Nord-Ontario – Massachusetts | 21 : 7   |
| Manitoba – Connecticut       | 15 : 14  |
| Ontario – New York           | 18 : 11  |
| Québec – Michigan            | 15 : 6   |

| Begegnung                  | Ergebnis |
| -------------------------- | -------- |
| Québec – New York          | 13 : 11  |
| Connecticut – Nord-Ontario | 18 : 13  |
| Ontario – Massachusetts    | 22 : 4   |
| Manitoba – Michigan        | 22 : 12  |

| Begegnung               | Ergebnis |
| ----------------------- | -------- |
| Connecticut – Ontario   | 14 : 13  |
| Massachusetts – Québec  | 17 : 15  |
| Nord-Ontario – Michigan | 19 : 11  |
| Manitoba – New York     | 15 : 9   |

## Endstand
| Platz | Team          | Siege | Ndlg. | Punkte |
| ----- | ------------- | ----- | ----- | ------ |
| 1     | Manitoba      | 4     | 0     | 71:45  |
| 2     | Ontario       | 3     | 1     | 74:36  |
| 3     | Québec        | 3     | 1     | 57:46  |
| 4     | Connecticut   | 2     | 2     | 58:55  |
| 5     | Nord-Ontario  | 2     | 2     | 61:56  |
| 6     | Massachusetts | 1     | 3     | 38:77  |
| 7     | New York      | 1     | 3     | 51:54  |
| 8     | Michigan      | 0     | 4     | 36:77  |